# 奧克鮑厄里 (阿拉巴馬州)
奧克鮑厄里（英語：Oak Bowery）是一個位於美國阿拉巴馬州錢伯斯縣的非建制地區。該地的面積和人口皆未知。

## 地理
奧克鮑厄里的座標為32°45′02″N 85°26′11″W / 32.750556°N 85.436389°W，而該地最高點為海拔高度256米（即739英尺）。